# Bow Street Runners
Os Bow Street Runners são conhecidos como a primeira força policial profissional de Londres. A força foi fundada em 1749 pelo escritor Henry Fielding com somente seis homens, de início. Bow Street runners era o apelido dado pela população a esses oficiais, "apesar de os oficiais nunca se referirem como escoteiros (runners), considerando o termo depreciativo". O grupo acabou somente em 1839.